# 瑟切尼鄉
44°14′N 25°04′E / 44.233°N 25.067°E
瑟切尼鄉（羅馬尼亞語：Comuna Săceni, Teleorman），是羅馬尼亞的鄉份，位於該國南部，由特列奧爾曼縣負責管轄，面積72平方公里，海拔高度109米，2007年人口1,413，人口密度每平方公里20人。